# Французский экспедиционный корпус (1943—1944)
Французский экспедиционный корпус (фр. Corps Expéditionnaire Français, сокращённо CEF), также известный как Французский экспедиционный корпус в Италии (фр. Corps Expéditionaire Français en Italie, сокращённо CEFI) — экспедиционный корпус вооружённых сил Сражающейся Франции, участвовавший в Итальянской кампании Второй мировой войны. Командовал корпусом генерал Альфонс Жюэн.

## Состав
Численность корпуса достигала 112 тысяч человек (по состоянию на апрель 1944 года), из них около 60 % — марокканцы, 40 % — французы (преимущественно франкоалжирцы). Корпус подчинялся генерал-лейтенанту Марку Уэйну Кларку, командующему 5-й армией США. Командиром корпуса был генерал Альфонс Жюэн, один из лучших тактиков вооружённых сил Франции. В корпусе командовали также генералы Жозеф де Госплар де Монсабер, Франсуа Севез и многие другие.

### 1-я дивизия
- 1-я французская свободная пехотная дивизия (она же 1-я мотопехотная дивизия). Командир: генерал Броссе. В Италии с апреля 1944 года.
  - 1-я бригада (13-я полубригада Иностранного легиона[англ.] и 22-й североафриканский маршевый батальон)
  - 2-я бригада (4-й, 5-й и 11-й маршевые батальоны)
  - 4-я бригада (21-й и 24-й маршевые батальоны, Тихоокеанской батальон морской пехоты)
  - 1-й колониальный артиллерийский полк
  - 1-й полк морских стрелков

### 2-я дивизия
- 2-я марокканская пехотная дивизия. Командир: генерал Доди. В Италии с конца ноября 1943 года.
  - 4-й марокканский стрелковый полк
  - 5-й марокканский стрелковый полк
  - 8-й марокканский стрелковый полк
  - 3-й марокканский полк сипахов
  - 63-й африканский артиллерийский полк

### 3-я дивизия
- 3-я алжирская пехотная дивизия[англ.]. Командир: генерал де Монсабер. В Италии с декабря 1943 года.
  - 3-й алжирский стрелковый полк
  - 4-й тунисский стрелковый полк
  - 7-й алжирский стрелковый полк
  - 3-й алжирский разведывательный полк сипахов
  - 67-й африканский артиллерийский полк

### 4-я дивизия
- 4-я марокканская горнострелковая дивизия. Командир: генерал Севез. В Италии с февраля 1944 года.
  - 1-й марокканский стрелковый полк
  - 2-й марокканский стрелковый полк
  - 6-й марокканский стрелковый полк
  - 4-й марокканский полк сипахов
  - 69-й горный артиллерийский полк

### Резервы
- Командование марокканских гумьеров. Командир: генерал Гийом.
  - 1-я группа марокканских таборов
  - 3-я группа марокканских таборов
  - 4-я группа марокканских таборов
  - 7-й полк африканских шассёров
  - 8-й полк африканских шассёров
  - 64-й африканский артиллерийский полк

## Боевой путь

### Битва под Монте-Кассино
В январе 1944 года во время первого сражения за Монте-Кассино Французский экспедиционный корпус действовал на правом фланге 5-й армии США. Французы взяли Монте-Бельведере и Колле-Абате, но из-за нехватки резервов не сумели захватить Монте-Чифалько и вынуждены были остаться на позициях. В следующих двух сражениях у города Кассино корпус практически не участвовал. В четвёртом и последнем сражении 5-я американская армия отошла к побережью, чтобы позволить 8-й британской армии (лично 13-му британскому армейскому корпусу и 2-му польскому корпусу присоединиться к сражению. В мае 1944 года Французский экспедиционный корпус атаковал позиции немцев в горах Аурунчи, которые немцы считали попросту непроходимыми для современной на то время пехоты. Французские части (в основном легко вооружённые гумьеры) продвинулись достаточно далеко, взяв гору Майо и создав угрозу правому флангу немецких войск в долине Лири, который сражался против 13-го британского корпуса. В ходе сражения немцы вынуждены были отступить, и благодаря усилиям французов 13-й британский и 2-й польский корпуса заняли долину и аббатство на Монте-Кассино.
Марокканцы из корпуса сыскали сомнительную славу главных насильников 2 мировой войны в Европе. В ряде мест партизаны прекращали бои с немцами и защищали свои поселки от марокканцев. Данный эпизод отражён в фильме "Чочара" с Софи Лорен в главной роли.

### Прорыв линии «Густав»
Генерал-лейтенант армии США Марк Уэйн Кларк описал в своей автобиографии действия французов по прорыву немецкой оборонительной линии «Густав» в мае 1944 года.

Тем временем французские войска форсировали [реку] Гарильяно и двинулись далее в горную местность, находившуюся к югу от реки Лири. Это было нелегко. Как всегда, немецкие ветераны реагировали мгновенно, и там завязались ожесточённые бои. Французы удивили противника и быстро заняли ключевые территории, в том числе горы Фаито-Черазола и возвышенность у Кастельфорте. 1-я моторизованная дивизия помогала 2-й марокканской дивизии захватить ключевую вершину Джирофано, а затем продвинулась быстро к С.-Апполинаре и С.-Амброджо. Несмотря на ожесточённое вражеское сопротивление, 2-я марокканская дивизия прорвала линию «Густав» менее чем за два дня сражений. Следующие 48 часов на французском участке были решающими. Вооружённые кинжалами гумьеры преодолели холмы (в основном ночью), все войска генерала Жюэна час за часом показывали зубы, чему немцы не могли ничего противопоставить. Черазола, Сан-Джорджо, Монте-Д’Оро, Аузония и Эсперия были захвачены в ходе одного из самых блестящих и отважных наступлений в войне в Италии, и к 16 мая Французский экспедиционный корпус продвинулся вперёд миль на 10 на левом фланге к горе Револе, а остатки их фронта что-то отправляли назад, чтобы поддерживать связь с 8-й британской армией. За эти действия, ставшие ключом к успеху в продвижении на Рим, я всегда буду благодарить генерала Жюэна и восхищаться его великолепным Французским экспедиционным корпусом. Задержка 8-й армии сделало задание Жюэна более сложным, поскольку он продвигался вперёд настолько быстро, что его правый фланг — соседний с британским — постоянно подвергался контратакам.
Оригинальный текст (англ.)Meantime, the French forces had crossed the Garigliano (River) and moved forward into the mountainous terrain lying south of the Liri River. It was not easy.  As always, the German veterans reacted strongly and there was bitter fighting. The French surprised the enemy and quickly seized key terrain including Mounts Faito Cerasola and high ground near Castelforte.  The 1st Motorized Division helped the 2nd Moroccan division take key Mount Girofano and then advanced rapidly north to S. Apollinare and S. Ambrogio.  In spite of the stiffening enemy resistance, the 2nd Moroccan Division penetrated the Gustav Line in less than two day’s fighting. The next 48 hours on the French front were decisive.  The knife-wielding Goumiers swarmed over the hills, particularly at night, and General Juin’s entire force showed an aggressiveness hour after hour that the Germans could not withstand.  Cerasola, San Giogrio, Mt. D’Oro, Ausonia and Esperia were seized in one of the most brilliant and daring advances of the war in Italy, and by May 16 the French Expeditionary Corps had thrust forward some ten miles on their left flank to Mount Revole, with the remainder of their front slanting back somewhat to keep contact with the British 8th Army. For this performance, which was to be a key to the success of the entire drive on Rome, I shall always be a grateful admirer of General Juin and his magnificent FEC... The 8th Army’s delay made Juin’s task more difficult, because he was moving forward so rapidly that his right flank---adjacent to the British---constantly was exposed to counter-attacks.

Сражение за линию «Густав» было очень тяжёлым для Французского экспедиционного корпуса, который вёл кровопролитные бои в горах. Пока Кларк вступал в Рим, корпус атаковал восток города, открыв дорогу на Сиену и взяв участок. После кампании солдат отправили в Африку и как опытных бойцов включили в армию «B», готовившуюся к высадке на юге Франции в ходе операции «Драгун».

### Поздравления от союзных военачальников
Генерал Марк Кларк в письме маршалу Альфонсу Жюэну уделил особое внимание африканским стрелкам и гумьерам, сражавшимся в корпусе:

Мне доставило большое удовольствие видеть, как жизненно важная роль, сыгранная французскими войсками при 5-й армии во время нашей итальянской кампании в борьбе с общим врагом, стала признана во всём мире. За эти долгие месяцы у меня появилась настоящая привилегия увидеть доказательства выдающихся качеств французских солдат, наследников самых благородных традиций Французской Армии. Тем не менее, не удовлетворившись этим, Вы и Ваши люди добавили новую эпическую главу в историю Франции, Вы обрадовали сердца ваших соотечественников, дав им утешение и надежду, пока они томились под тяжёлым и унизительным игом ненавистного захватчика. Энергия и полное презрение к опасности, последовательно показанные всеми бойцами Французского экспедиционного корпуса, вместе с выдающимися профессиональными навыками французских офицеров, пробудили восхищение в стане союзников и страх в стане врагов. С берегов Гарильяно, где Ваши первые успехи положили основу тону, охарактеризовавшему всё наступление, вплоть до продвижения к Риму через горы, перехода через Тибр и беспрестанного отбрасывания врага к Сиене и холмам, покорения долины Арно — французские солдаты всегда выполняли всё возможное, а иногда и то, что даже невозможно… Моя глубочайшая благодарность за огромный вклад, который Вы внесли в наши общие победы, мой дорогой генерал.
Оригинальный текст (англ.)For me, it has been a deep source of satisfaction to see how the vital part played by the French troops of the Fifth Army throughout our Italian campaign against the common enemy has been universally acknowledged. During these long months, I have had the real privilege of seeing for myself the evidence of the outstanding calibre of the French soldiers, heirs of the noblest traditions of the French Army. Nevertheless, not satisfied with this, you and all your people have added a new epic chapter to the history of France; you have gladdened the hearts of your compatriots, giving them comfort and hope as they languish under the heavy and humiliating yoke of a hated invader. The energy and utter disregard for danger consistently shown by all members of the C.E.F., along with the outstanding professional skills of the French army officer, have aroused admiration in your Allies and fear in the enemy. From the banks of the Garigliano where your first successes set the tone which was to characterize the whole offensive, then pushing on to Rome through the mountains, crossing the Tiber and pursuing the enemy relentlessly to Sienna and to the hills dominating the valley of the Arno, France’s soldiers have always accomplished everything that was possible and sometimes even that which was not...With my deepest gratitude for the tremendous contribution that you have made to our joint victories, my dear General.

## Потери
В ходе боёв корпус потерял примерно 6,5 тысяч человек убитыми, 23 тысячи ранеными и 2 тысячи пропавшими без вести. Павшие бойцы похоронены на французских военных кладбищах Монте-Марио и Венафро.